# Richard Schmidt (esgrimista)
Richard Schmidt (Tauberbischofsheim, 10 de julho de 1992) é um esgrimista alemão de espada, medalhista mundial e europeu, além de duas vezes campeão nacional.

## Biografia
Nascido em Tauberbischofsheim, Schmidt concluiu o ensino médio no Matthias-Grünewald-Gymnasium Tauberbischofsheim (MGG). Frequentou o clube de esgrima Fecht-Club Tauberbischofsheim, transferindo para o Fechtclub Offenbach no segundo semestre de 2016.
Em 2017, disputou o mundial de Lípsia, na época era o número 135 do ranking mundial, ele surpreendeu e conquistou a medalha de bronze. No ano seguinte, conquistou o bronze no europeu de Novi Sad.
Além das conquistas internacionais, Schmidt tem dois títulos nacionais (2012 e 2016), duas pratas (2014 e 2017) e três bronzes (2013, 2015 e 2016).